# Glawackus
El glawackus es un críptido agrupado dentro de los Fearsome critters (en inglés), un grupo de criaturas legendarias perteneciente al folklore de los leñadores norteamericanos a lo largo de los siglos XIX y XX temprano. El Glawackus es descrito como una criatura entre oso, pantera y lobo. Fue avistado por primera vez en 1939 en Glastonbury, Connecticut y de nuevo en Frizzelburg, Massachusetts, donde las dicen que atacó a ganado.

## Avistamientos
Memorias de un criptozoologo, del Cape Codder, un periódico de Cabo Cod:

" Estaba trabajando como un joven reportero en la Hartford Courant ese año, cuando la Segunda Guerra Mundial estaba a punto de estallar. Estábamos preocupados por el desarrollo de la historia acerca de esta criatura de Glastonbury que aullaban por las noches, deslizándose dentro y fuera de la vista, causando que perros, gatos y pequeños animales de granja desaparecieran. Los avistamientos crecieron en número, al igual que la descripciones en variedad.
Primero fue un gato enorme. A continuación, algunas personas informaron de un ser con traseros de perro y frontal de gato. Otros lo vieron, pero viceversa. Un hombre llamó para decir que había visto un animal grande en la oscuridad con ojos que brillaban como ascuas.

Estaba claro para nosotros que este animal extraño, desconocido necesitaba un nombre. Un editor acuñó la palabra, Glawackus. "Gla" para Glastonbury, "Wack" por loco, y "us" como una terminación latina apropiada."
Lowell Thomas, un comentarista de la radio, quien fue popular a escala nacional, informó de que el Glawackus había sido nombrado por un "científico de Connecticut".
Un safari fue organizado con perros entrenados en la meseta de Ozark. Volvieron con las manos vacías, pero aun así, el evento fue inmortalizado con estos versos: 
"Diga lo que los cazadores sin miedo, Levante el rastro bestial, bien caminando por la selva, con medidas de alerta y seguro?" (original en Inglés: "Say did the fearless hunters, Pick up the beastly spoor, While trekking through the jungle, With steps alert and sure?")
- Datos: Q5567329